# InfoWorld
InfoWorld (ранее The Intelligent Machines Journal) — журнал в сфере информационных технологий. Был основан в 1978 году, начинался как ежемесячный журнал. В 2007 году компания решила публиковать журнал только в интернете. Материнская компания — International Data Group, дочерние издания: Macworld и PC World. Офис InfoWorld находится в Сан-Франциско, с сотрудниками и вспомогательным персоналом по всей территории Соединенных Штатов.
С момента своего основания основными читателями InfoWorld являлись профессионалы в области информационных технологий и бизнеса. InfoWorld фокусируется на практических, аналитических и редакционных материалах от опытных технических журналистов и работающих практиков. Сайт в среднем получает 4.7 млн. просмотров страниц в месяц и 1.6 млн. уникальных посетителей в месяц.

## История
Журнал был основан Джимом Уорреном в 1978 году под названием Intelligent Machines Journal. В конце 1979 года он продал его IDG. В начале следующего года название было изменено на InfoWorld. В 1986 году началась колонка Роберта Крингли; для многих эта колонка была лицом InfoWorld и его тесных связей с Кремниевой долиной в частности.
Изобретатель Ethernet Боб Меткалф был генеральным директором и издателем с 1991 по 1996 год, а до 2000 года вёл еженедельную колонку. 
Поскольку журнал перешел исключительно в интернет, окончательное печатное издание было датировано 2 апреля 2007 (том 29, выпуск 14). 
В своем веб-воплощении InfoWorld перешла от широко доступных новостных материалов к акценту на статьях «how-to», экспертном тестировании и интеллектуальном лидерстве. InfoWorld также предлагает свой контент для мобильных устройств.